# Đurinac (gmina Svrljig)
Đurinac (cyr. Ђуринац) – wieś w Serbii, w okręgu niszawskim, w gminie Svrljig. W 2011 roku liczyła 189 mieszkańców.